# Колариш (река)
Колариш (порт. Ribeira de Colares) — река в Португалии, протекает по территории муниципалитета Синтра в округе Лиссабон на крайнем западе страны.
Длина реки составляет 10,71 км или 14,3 км. Площадь водосборного бассейна — 52,01 км².
Колариш начинается на высоте 250 м над уровнем моря около Шан-де-Менинуш в Сан-Педру-ди-Пенаферрин юго-восточнее центра города Синтры. Течёт в пределах природного парка Синтра-Каскаиш, вдоль северного склона горного хребта Серра-де-Синтра. В низовье преобладающим направление течения становится северо-запад. Впадает в Атлантический океан на западной окраине Прая-даш-Масанш, недалеко от мыса Рока.